# Воррен Маер
Воррен Маер (англ. Warren Maher; нар. 15 січня 1957) — колишній австралійський тенісист.
Найвищу одиночну позицію світового рейтингу — 154 місце досяг 26 грудня 1979, парну — 165 місце — 3 січня 1983 року.
Найвищим досягненням на турнірах Великого шолома було 3 коло в одиночному та парному розрядах.

## Титули на челленджерах

### Парний розряд: (2)
| Ранг | Рік  | Турнір                   | Покриття | Партнер      | Суперники                     | Рахунок  |
| ---- | ---- | ------------------------ | -------- | ------------ | ----------------------------- | -------- |
| 1.   | 1981 | Руаян, Франція           | Ґрунт    | Кліфф Летчер | Андерс Яррід Стефан Сімонссон | 7–5, 7–5 |
| 2.   | 1982 | Кельн, Західна Німеччина | Ґрунт    | Бред Гван    | Кріс Джонстон Кліфф Летчер    | 6–2, 6–4 |